# 榮德縣
榮德縣，因上一字同哲宗廟諱，宋代治平四年改榮州旭川縣置，中下縣，熙寧四年，省公井縣為鎮入。有鹽監一，端平三年廢。有榮隱先生祠、梨山神祠、五龍池祠